# Jean Laronze
Pour les articles homonymes, voir Laronze.
 (juin 2016).
Jean Laronze est un peintre français, né le 25 novembre 1852 à Génelard (Saône-et-Loire) et mort le 12 février 1937 à Neuilly-sur-Seine (Hauts-de-Seine).
Après des débuts dans le commerce, il étudie à Paris dans les ateliers de Jules Adler et William Bouguereau. Il sera vite reconnu par ses pairs pour ses paysages de Bourgogne nimbés de poésie. L'influence de Jean-François Millet y est manifeste, mais il développe un univers de nuances subtiles, de lignes souples au sein de compositions simples et dépouillées.
Sa palette qui en emprunte le bleu et le jaune, mais étouffés par des tons gris, peut évoquer certaines œuvres d'Alphonse Osbert ou Émile-René Ménard, la violence des ciels couchants de scènes paysannes, des œuvres naturalistes proches de Jules Dupré, enfin ce calme qui émane de cette œuvre doit aussi à Pierre Puvis de Chavannes. Jean Laronze peut être considéré dans certaines œuvres comme un descendant du mouvement symboliste au sein des terres bourguignonnes.

## Biographie

### Jeunesse (1852-1877)
La vocation de Jean Laronze naît vers 1858 en visitant le musée Rolin d’Autun. En 1859, il entre comme élève au lycée Lamartine de Mâcon. Ce n'est pas un brillant élève, mais son professeur de dessin, Eugène Chambellan (1821-1901), remarquant la qualité des caricatures qu’il effectue, l’encourage dans la voie artistique. Jean Laronze fonde alors avec d’autres camarades un journal satirique, Le Binocle, où il signe ses dessins « Gustave Redoré ». Ce journal lui permet de développer sa passion pour l'art et l'aidera à surmonter ses études.
En 1872, Jean Laronze quitte le lycée Lamartine, sans son baccalauréat, mais récompensé de la médaille du meilleur camarade. Il part à l'armée l'année suivante où il servira un an dans l’infanterie. À son retour, Chambellan l’encourage à suivre les cours de l’École des Beaux-Arts de Paris. Son père s’y oppose, afin qu'il puisse reprendre l'entreprise familiale, spécialisée dans le transport fluvial, notamment de sable et de terre réfractaire.

### L'apprentissage (1877-1896)

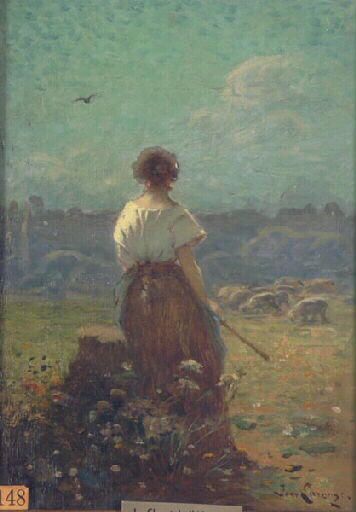
Le Chant de l'alouette (vers 1890), Mâcon, musée des Ursulines.

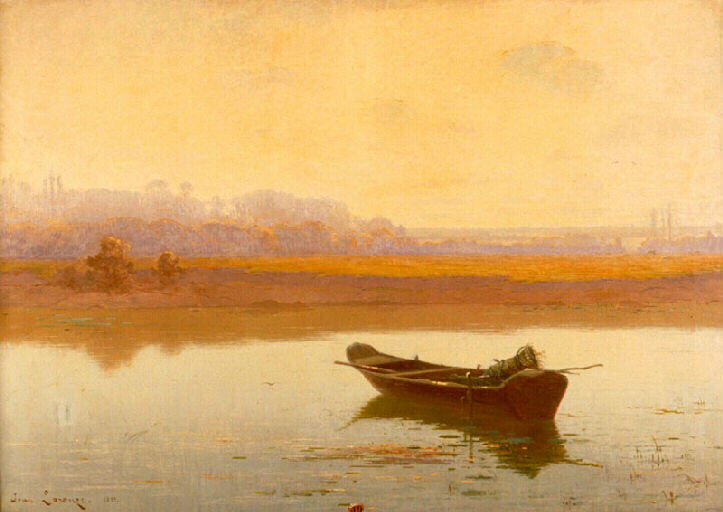
Le Calme (1889), Mâcon, musée des Ursulines.

En 1878, Jean Laronze épouse Eugénie Mignot, fille d'un riche commerçant. En 1882, le couple s'installe à Paris dans une des demeures familiales. C'est à cette période que début réellement la carrière de l'artiste. La capitale et le soutien financier de sa belle-famille lui permettent de se consacrer entièrement à sa passion pour la peinture.
Son premier maître est le peintre paysagiste Louis Émile Dardoize (1826-1901). Il affectionne particulièrement les vues champêtres et forestières, dénuées de personnage. L'artiste va apprendre à travailler le dessin et les nus. Durant cette période, Jean Laronze est marqué par l'influence de trois courants artistiques majeurs : le néo-classicisme (Jacques Louis David, Jean Auguste Dominique Ingres), le romantisme (Théodore Géricault, Eugène Delacroix, Richard Parkes Bonington), et l’École de Barbizon (Jean-François Millet, Jean-Baptiste Camille Corot).
Avec Dardoize, Laronze travaille d’abord le dessin et notamment des nus. Il est ensuite admis dans les ateliers de Tony Robert-Fleury (1837-1912) et de William Bouguereau (1825-1905) à l’Académie Julian à Paris. Il y réalise surtout des académies, des études de nus et travaille aussi l’anatomie et la perspective. Il est alors le plus vieil élève de l’atelier. Tony Robert-Fleury l’incite à visiter le musée du Louvre pour y former son goût. En 1883, il s'installe avec sa famille à Neuilly-sur-Seine et  crée l'Association La feuillette avec neuf autres artistes de Saône-et-Loire. Il en est le secrétaire général. Il débute au Salon de la Société des artistes français de 1883 et y exposera régulièrement par la suite.
En 1887, il reçoit sa première récompense au Salon des artistes français avec L’Orpheline qui obtient une mention honorable. Sa notoriété augmente et Jean Laronze développe son propre style sobre et apaisé, caractérisé par ces vastes et calmes paysages de la campagne charolaise, entourés de brumes (en témoigne, entre autres, Paysage charolais : la Solaine, peinture à l'huile de 1900 visible au musée municipal de Louhans). Sa prédilection pour l’eau, qui n’est pas sans rappeler Daubigny[Lequel ?], l’incite à chercher son inspiration le long des berges de l’Arroux, de la Bourbince et de la Loire. Son attachement à la poésie d'Alphonse de Lamartine se retrouve dans la mélancolie de ses toiles.
Jean Laronze écrit également des chroniques et articles dans le Journal des Arts sous le pseudonyme de Jean Fusain.
Les années 1890 sont marquées par un grand vide, autant au niveau professionnel que personnel. Son beau-père meurt en 1890, tout comme ses deux filles à deux jours d'intervalle des suites d'une méningite foudroyante. Ces événements interrompent la production de Jean Laronze durant deux ans.

### La confirmation (1896-1918)

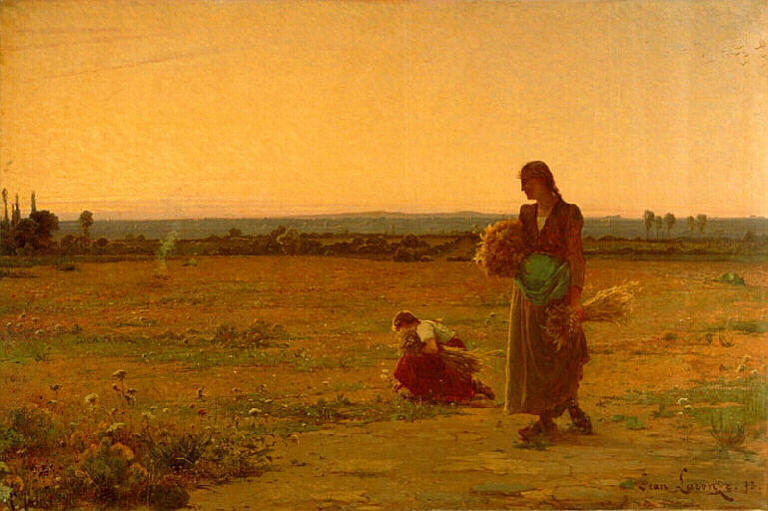
Le Soir (1893), Mâcon musée des Ursulines.

Son ami et maître Bouguereau le remotive et le fait entrer à l'Association des artistes peintres, sculpteurs, architectes, graveurs et dessinateurs dont il est le président depuis 1883. Le but de cette association est de venir en aide aux artistes nécessiteux. Cette activité va permettre à Laronze de relativiser son malheur. Il va ainsi se remettre à peindre.  
En 1896, Jean Laronze expose à nouveau au Salon des artistes français. Il propose une toile par an au jury. En 1898, il reçoit la médaille de 3e classe pour La Bourbine à Génelard. En 1899, il reçoit la médaille de 2e classe pour Le Calme. Cette toile sera présentée à l'Exposition universelle de 1900 à Paris, achetée par l'État et conservée dès 1902 au musée des Ursulines de Mâcon. En 1901, sa toile Le Champ rose est acquise par le musée des Beaux-Arts de Dijon. En 1903, L'Angélus est acquis par l’État pour le musée du Luxembourg à Paris. 
Les séquelles causées par la méningite sur son fils Jean pousse Jean Laronze et sa famille à faire des séjours réguliers au bord de la mer dès 1904. De ces voyages, l'artiste peint les plages de la Manche entre 1904 et 1909. Il présente ainsi au Salon des artistes français une série de pêcheurs, bateau, barque qui est accueillie chaleureusement. 
Bien que très attiré par la mer, il reste fidèle à sa Bourgogne natale en rédigeant, en 1903, la préface de la réédition des Chroniques du Charolais, l’ouvrage de 1842 publié par Joseph Louis Havard, père de son ami Henry Havard inspecteur général des Beaux-arts.  
le 22 juillet 1906, Jean Laronze est nommé chevalier de la Légion d'honneur. Le peintre et sculpteur Jean-Louis Chorel réalise alors son buste (Charolles, musée du Prieuré). 
Durant la Première Guerre mondiale, Jean Laronze cesse de peindre jusqu'à 1919. Très patriote, il va écrire des chroniques engagées et aider les blessés de guerre. Il va perdre plusieurs de ses élèves dans les combats. Ses seules réalisation au fusain sont créées pour servir la cause patriotique. Jean Laronze perd également son fils en 1918, des suites de la méningite qu'il avait contractée en 1894. 

### L'accomplissement (1918-1937)
Après la guerre, Jean Laronze se remet à peindre et expose de nouveau au Salon des artistes français. Sa toile L'Étang de Champcenot, envoyée en 1921, est acquise par la mairie de Paris. Sur la plage de Berck de 1920 est acquise par le baron Maurice de Rothschild qui l'offre au musée de Tarbes.
Fasciné par la Loire, et les couleurs changeantes du ciel à l'aube ou au crépuscule, les années 1920 seront marquées par de nombreuses productions sur ces thèmes. Il vend alors ses toiles à l'étranger.
En 1930, le projet d'ouverture d'un musée Jean-Laronze dans la ville de Charolles est évoqué. L'artiste donne alors une vingtaine de ses peintures et dessins, ainsi que de nombreuses œuvres qu'il a achetées au cours de sa vie. Le site est inauguré en 1933 à la salle du bailliage de Charolles.
L'artiste meurt le 12 février 1937 à Neuilly-sur-Seine.

## Son œuvre
La peinture de Jean Laronze, exprime toute la poésie de la nature dans laquelle l’Homme trouve harmonieusement sa place. Une poésie directement inspirée de celle d'Alphonse de Lamartine, poète mâconnais qu'il vénérait et dont il voulut être le continuateur artistique mais dans la peinture. La nature chez Laronze est toujours représentée comme un idéal d’ordre et de beauté simple. Il a toujours ignoré les bouleversements du monde moderne industriel.
Ses premières œuvres représentent une nature omniprésente, dans laquelle il y a peu de contraste. Jean Laronze est alors un peintre du jour, qui ne peint ni aube, ni coucher de soleil. C'est sous l'influence de William Bouguereau que Jean Laronze se découvre une passion pour la couleur.
Laronze fait presque systématiquement précéder ses toiles de dessins et études préparatoires. La plupart des fusains portent des rehauts de craie et de pastel. Le musée du Prieuré à Charolles conserve nombre de ses études.
Jean Laronze a toujours été reconnaissant envers ses professeurs. Il fera d’ailleurs élever un monument à la mémoire de Chambellan dans la cour du lycée Lamartine. Il est lui-même un professeur généreux et exigeant. Il a eu Louis Charlot (1878-1951) parmi ses élèves.
Après sa fermeture, le musée Jean-Laronze est transféré dans les années 1980 au couvent des Clarisses, puis ferme à nouveau. L'ensemble de la collection est désormais conservée au musée du Prieuré à Charolles.
En 2005 à l'occasion de la deuxième Biennale Lamartine organisée par la Ville de Mâcon, une rétrospective de son euvre a été présentée au Musée des Ursulines. 
En 2014 à Meudon, une sélection d'oeuvres de Laronze (paysages maritimes et champêtres) était présentée au Musée d'art et d'histoire, l'exposition "Rives et rivages" s'inscrivant dans le département du paysage ouvert quelques années plus tôt par la Municipalité.

Œuvres de Jean Laronze
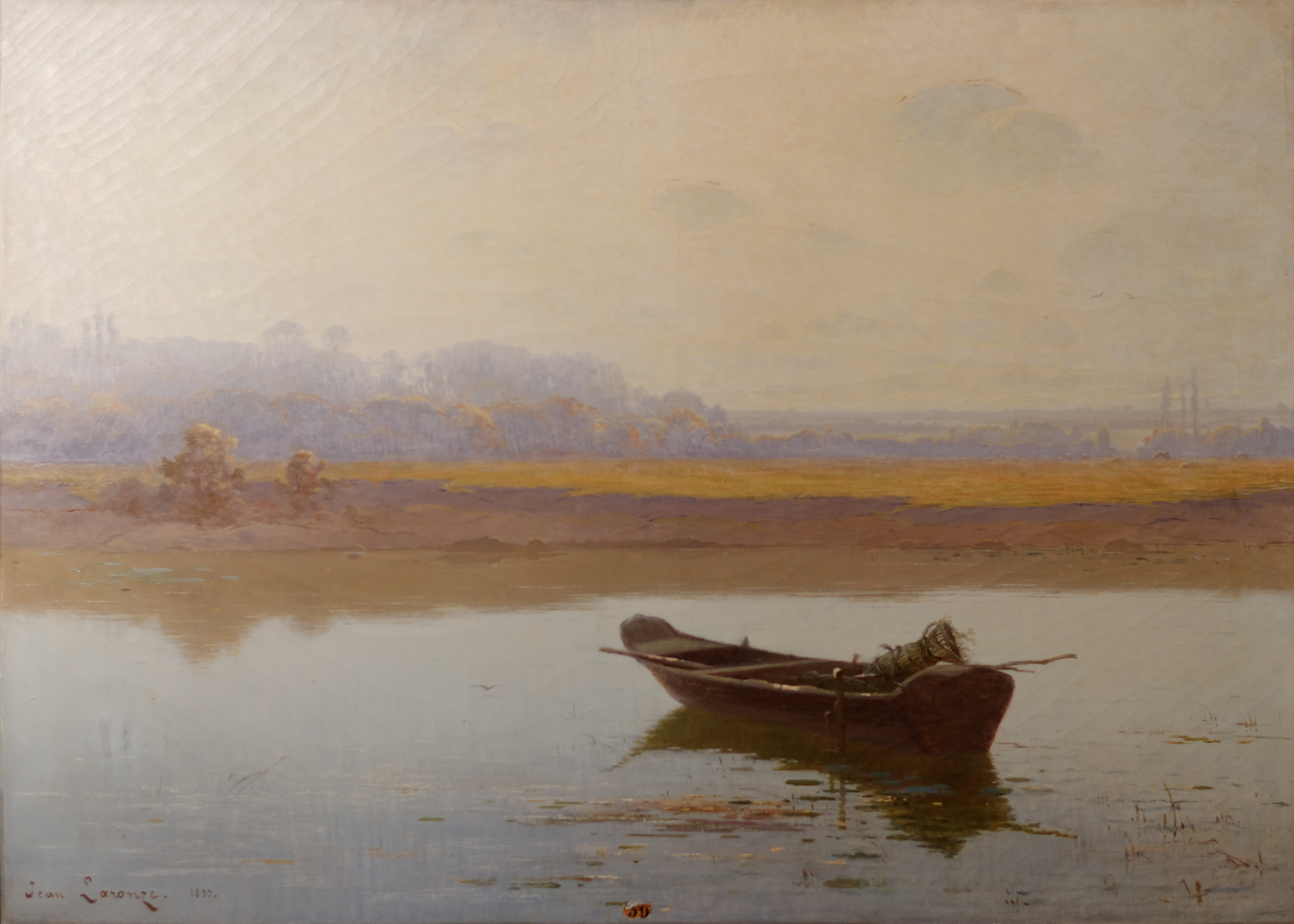
Le Calme (en Charolais) (1899), Mâcon musée des Ursulines.
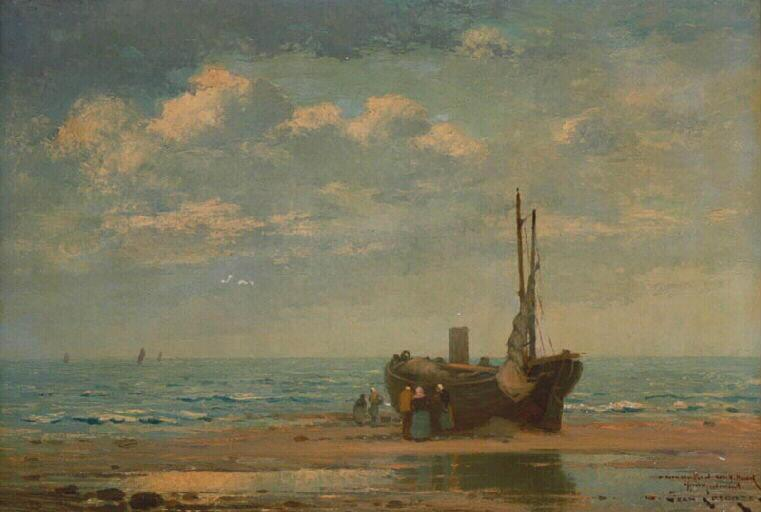
Marine à Berck (1904), Mâcon musée des Ursulines.
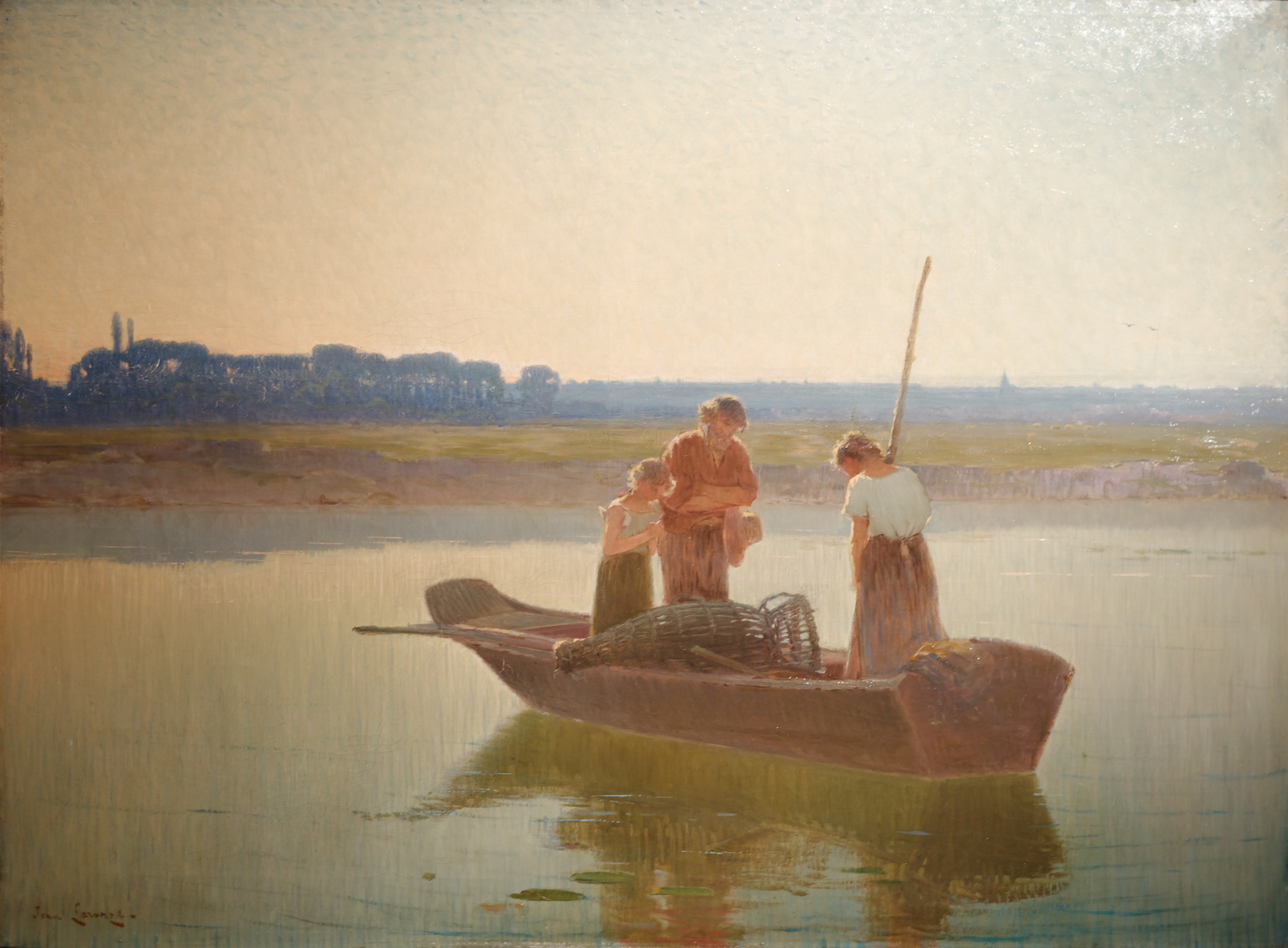
L'Angélus, Mâcon musée des Ursulines.

## Distinctions
Jean Laronze est nommé chevalier de l'ordre national de la Légion d'honneur en 1906 et officier d'Académie en 1885,,.